# Ruben Reisig
Ruben Seyram Reisig (* 16. März 1996 in Prien am Chiemsee) ist ein deutsch-ghanaischer Fußballspieler.

## Karriere
Ruben Reisig spielte in seiner Jugend beim damaligen Zweitligisten VfR Aalen. Nach dessen Abstieg in die 3. Fußball-Liga unterschrieb er einen Einjahresvertrag für den Kader der Profimannschaft. Beim ersten Spiel der Saison 2015/16 gegen den Chemnitzer FC wurde Reisig in der 91. Minute eingewechselt und feierte somit sein Debüt als Profispieler. Allerdings konnte er sich in Aalen nicht durchsetzen und wechselte zu Beginn der Folgesaison zum 1. CfR Pforzheim in die Oberliga Baden-Württemberg. Nach zwei Jahren in Pforzheim, war er von 2018 bis zur Winterpause der Saison 2019/20 für den SSV Reutlingen 05 aktiv, ehe er im Januar 2020 einen Vertrag beim Ligakonkurrenten Stuttgarter Kickers unterschrieb. Mit den Kickers gewann er 2022 den WFV-Pokal. Zur Saison 2022/23 schloss er sich dem Regionalliga-Aufsteiger SGV Freiberg an. Nach 2 Jahren in Freiberg wechselte Reisig zur Saison 2024/25 ligaintern zur 2. Mannschaft der TSG 1899 Hoffenheim.